# بیماری پلوروپنومونی
پلوروپنومونی (به انگلیسی: Pleuropneumonia) بیماری مسری و گاهی کشنده در چهارپایان است که به شکل پنومونی و ارتشاح پرده‌های جنب بروز می‌کند.
این بیماری احتمالاً از طریق ذرات هوا منتشر می‌شود. مایکوپلاسماها را می‌توان در اگزوداهایالتهابی مشاهده نمود. این بیماری در مناطق مدیترانه بروز می‌کند و به صورت عفونت منتشر با ضایعات پوستی و چشم‌ها و مفاصل و ناحیه اسکروتوم ظاهر می‌شود که در نهایت موجب تحلیل غدد شیر در حیوان ماده می‌گردد. مایکوپلاسماها را ابتدا در خون و در مراحل بعدی در شیر و اگزوداهای حیوانات می‌توان یافت.
عامل بيماری: عامل بیماری، یک باکتری از خانواده مایکوپلاسماها به نام مایکوپلاسما کاپری کولوم کاپرین است.میکوپلاسماها یا PPLO ، سلول‌های آنها که در حدود 0.25 میکرون قطر دارند کوچک‌تر از سایر باکتری‌ها هستند و چون فاقد دیواره‌ی سلولی می‌باشند، اشکال متفاوتی از خود نشان می‌دهند. 
علائم بيماری: دوره نهفتگی این بیماری 8 تا 10 روز است،در فرم کلاسیک بیماری، تب بالا (43-41 درجه)، علائم تنفسی، افزایش تعداد تنفس و دردناک بودن حرکات تنفسی و به همین علت تنفس در برخی مبتلایان با ناله همراه است. افزایش ترشحات بینی،سرفه‌های خشک و ادامه دار،و در مراحل آخر مبتلایان قادر به حرکت نیستند.روی دو پای جلو ایستاده و به علت دردهای قفسه صدری دست‌ها را باز نگه می‌دارند. گردن سفت و کشیده، گوش افتاده است. کاهش تولید شیر و سقط در بزهای آبستن متداول است.